# 에스칼레라박쥐
에스칼레라박쥐(Myotis escalerai)는 애기박쥐과 윗수염박쥐속에 속하는 박쥐이다. 스페인(발레아레스 제도 포함)과 포르투갈, 프랑스 남부의 유럽에서 발견된다.